# Hüselitz
Hüselitz is een plaats en voormalige gemeente in de Duitse deelstaat Saksen-Anhalt, en maakt deel uit van de Landkreis Stendal.
Hüselitz telt 261 inwoners.